# Subaru Park
Subaru Park, van 2010 tot 2015 PPL Park en Talen Energy Stadium van 2015 tot 2020, is een voetbalstadion met een capaciteit van 18.500 zitplaatsen. Het stadion staat in Chester, Pennsylvania aan de oevers van de Delaware River.
Het stadion wordt gebruikt door twee voetbalteams uit de stad Chester. Philadelphia Union dat uitkomt in de Major League Soccer en Philadelphia Independence dat speelt in de Women's Professional Soccer.

## CONCACAF Gold Cup 2015
Tijdens de CONCACAF Gold Cup van 2015 was dit stadion een van de stadions zijn waar voetbalwedstrijden werden gespeeld. In dit stadion werd de wedstrijd om de derde plek gespeeld.
| № | Datum        | Wedstrijd                 | Uitslag | Gold Cup     | Toeschouwers |
| - | ------------ | ------------------------- | ------- | ------------ | ------------ |
| 1 | 25 juli 2015 | Verenigde Staten – Panama | 1 – 1   | Troostfinale | 12.598       |